# Roncherolles-sur-le-Vivier
Roncherolles-sur-le-Vivier ist eine französische Gemeinde mit 1.255 Einwohnern (Stand: 1. Januar 2022) im Département Seine-Maritime in der Region Normandie. Sie gehört zum Arrondissement Rouen sowie zum Kanton Darnétal. Die Einwohner werden Roncherollais genannt.

## Geographie
Roncherolles-sur-le-Vivier liegt etwa acht Kilometer ostnordöstlich von Rouen und wird umgeben von den Nachbargemeinden Fontaine-sous-Préaux im Norden und Nordosten, Préaux im Norden und Nordwesten, Saint-Jacques-sur-Darnétal im Süden und Osten, Darnétal im Südosten sowie Saint-Martin-du-Vivier im Westen.

## Bevölkerungsentwicklung
| Jahr                      | 1962 | 1968 | 1975 | 1982 | 1990 | 1999 | 2006 | 2013 |
| Einwohner                 | 387  | 378  | 505  | 845  | 1069 | 1092 | 1132 | 1075 |
| Quelle: Cassini und INSEE |      |      |      |      |      |      |      |      |

## Sehenswürdigkeiten

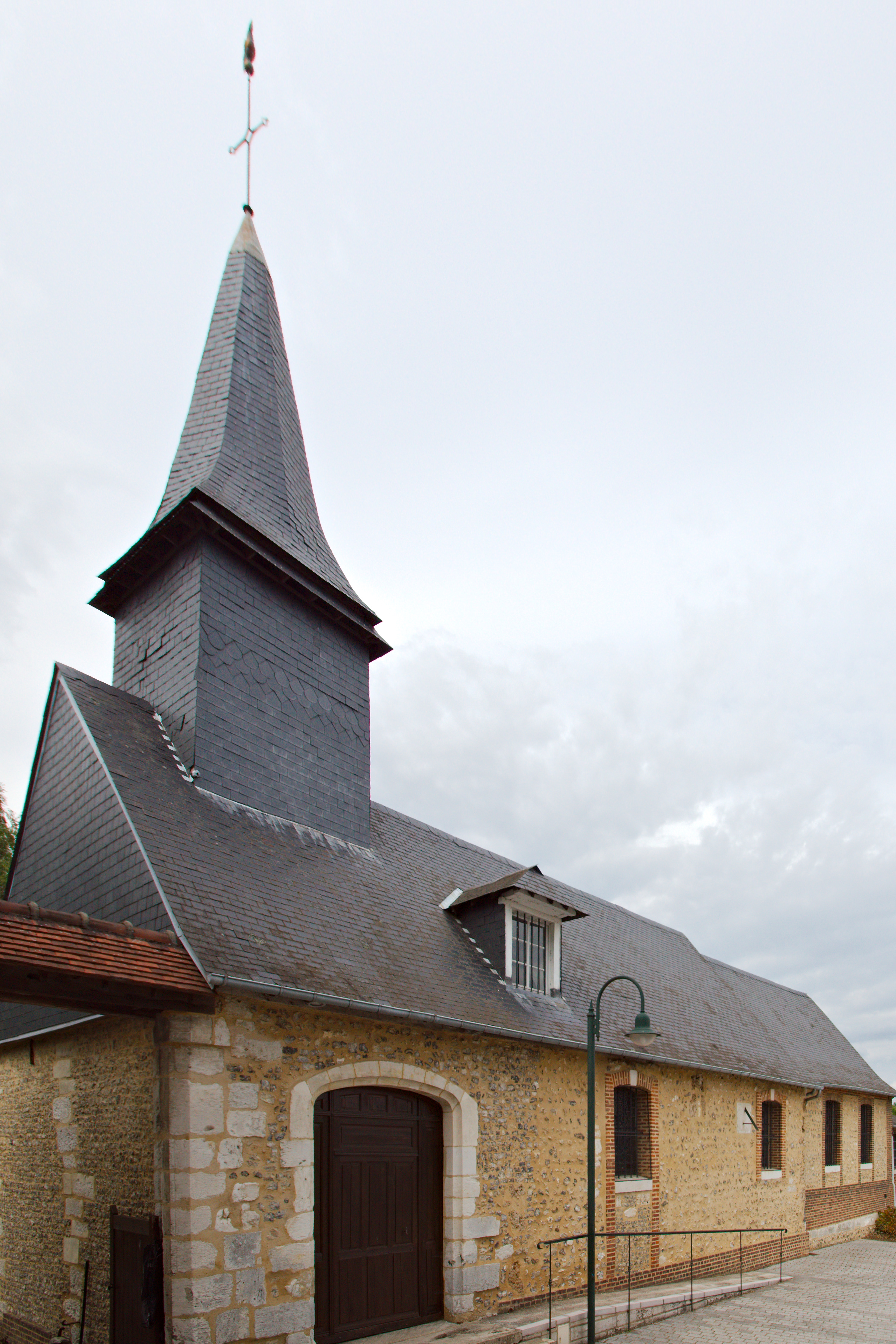
Kirche Sainte-Trinité

- Kirche Sainte-Trinité aus dem 17. Jahrhundert
- Schloss Guillerville aus dem 17. Jahrhundert mit Kapelle
- Herrenhaus Bimare
- Rathaus